# Pteromalidae
Die Pteromalidae bilden eine Hautflüglerfamilie innerhalb der Überfamilie der Erzwespen (Chalcidoidea).
Das Taxon geht auf den schwedischen Entomologen Johan Wilhelm Dalman zurück, der im Jahr 1820 die Tribus Pteromalini einführte. Die Typusgattung ist Pteromalus Swederus, 1795. Walker (1834) erhob die Tribus zur Familie Pteromalidae. Gemäß der Definition von Bouček (1988) umfasste die Familie 33 Unterfamilien und ungefähr 640 Gattungen und war damit die mit Abstand größte Familie innerhalb der Chalcidoidea. Burks et al. (2022) führten aufgrund molekularbiologischer und morphologischer Studien eine Aufspaltung und Umgliederung der Pteromalidae durch. Zahlreiche Taxa, die bis dahin als Unterfamilien oder Tribus geführt wurden, werden gemäß der neuen Taxonomie als eigenständige Familien betrachtet. Ferner wurden mehrere Gattungen, die ursprünglich den Feigenwespen (Agaonidae) zugeordnet waren, in die Familie der Pteromalidae überführt.

## Merkmale
Burks et al. (2022) beschreiben die Familie Pteromalidae anhand folgender morphologischer Eigenschaften. Die Fühler besitzen in fast allen Fällen 12 Geißelglieder (Ausnahmen gibt es in den folgenden Arten und Gattungen: Amphidocius, Andersena anomala, Bugacia, Trigonoderopsis und möglicherweise Termolampa pinicola). Diese Anzahl beinhaltet ein kleines viertes Fühlerglied (Clavomer) der Keule. Es gibt mindestens fünf Funikularglieder (Fühlerglieder zwischen Anelli und Clava). Im Falle von fünf Funikulargliedern besitzen die Fühler noch 2 oder mehr Anelli. Die Augen sind ventral nicht divergierend. Der Clypeus ist annähernd quadratisch und ohne eine ventrale Quergrube. Das Labrum ist flexibel und vom Clypeus verdeckt. Die Mandibeln weisen in der Regel 3 oder 4 Zähne auf. Weiterhin gibt es spezielle Eigenschaften der Kopfanatomie: Die subforaminale Brücke mit Postgena ist von der unteren Tentoriumsbrücke getrennt. Die dahinterliegende Kopfoberfläche ist ohne postgenaler Lamina oder postgenaler Grube. Das Mesoscutellum weist zumindest seitlich angedeutet ein Frenum auf und besitzt in der Regel eine axillulare Furche. Die Mesopleuren weisen kein vergrößertes Acropleuron auf. Alle Beine weisen 5 Tarsenglieder auf. Der protibiale Sporn ist kräftig und gebogen. Der basitarsale Kamm ist länglich. Der nicht stark sklerotisierte Gaster ist manchmal starr konvex. Das hintere Ende des Metasoma weist mit wenigen Ausnahmen ein Syntergum auf und ist in diesen Fällen ohne Epipygium (Subgenitalplatte).

## Lebensweise
Zu den Pteromalidae gehören Parasitoide, deren Wirte verschiedenste holometabole Insekten sind. Weiterhin gibt es Eiparasiten von Schnabelkerfen (Hemiptera), Prädatoren von Spinneneikokons, Hyperparasiten und Gallerzeuger.

## Innere Systematik
Gemäß der Taxonomie von Burks et al. (2022) sind die Pteromalidae in folgende Unterfamilien gegliedert:
- Colotrechninae – 19 Gattungen in 4 Tribus
- Erixestinae – 1 Gattung (Erixestus)
- Miscogastrinae – 50 Gattungen in 3 Tribus
- Ormocerinae – 5 Gattungen
- Pachyneurinae – 22 Gattungen
- Pteromalinae – 294 Gattungen in 2 Tribus
- Sycophaginae – 8 Gattungen
- Trigonoderinae – 10 Gattungen

Weiterhin gibt es folgende Gattungen, die als incertae sedis keiner der Unterfamilien zugeordnet werden:
- Calolelaps Timberlake, 1925
- Hemitrichus Thomson, 1878
- Ksenoplata Bouček, 1965
- Mesolelaps Ashmead, 1901
- Stictolelaps Timberlake, 1925
- Yusufia Koçak & Kemal, 2008